# Рюфли, Венсан
Венса́н Рюфли́ (фр. Vincent Ruefli, нем. Vincent Rüfli, род. 22 января 1988 года, Каруж, Швейцария) — швейцарский футболист, защитник. Основная игровая позиция — правая защита. Также может сыграть на позициях правого полузащитника и левого защитника. Сыграл один матч за сборную Швейцарии.

## Клубная карьера
Воспитанник футбольного клуба «Этуаль Каруж» из своего родного города. За взрослый состав клуба Рюфли дебютировал 7 августа 2005 года в матче против клуба «Мартиньи Спортс», где заменил Луиса Фелипе Араужо на 75-й минуте матча. Свой первый профессиональный гол за «Этуаль Каруж» Рюфли забил 27 мая 2006 года на 16-й минуте матча против клуба «Серьер». В общей сложности, в «Этуаль Каруж» Рюфли провёл три сезона, сыграл 36 матчей в чемпионате и забил 3 мяча. После сезона 2007/08 покинул клуб в качестве свободного агента.
В промежутке между сезонами Рюфли подписал контракт с женевским клубом «Серветт» из Челлендж-лиги. Дебютировал в клубе 26 июля 2008 года в матче против «Лугано», в этом же матче Рюфли забил свой первый гол за «Серветт». 17 апреля 2011 года в матче против «Шаффхаузена» Рюфли забил гол с центра поля. После сезона 2010/11 «Серветт» покинул Челлендж-лигу и вышел в Швейцарскую Суперлигу. В швейцарском высшем дивизионе Рюфли дебютировал 17 июля 2011 года в матче против «Туна». В общей сложности, Рюфли за «Серветт» сыграл в лигах 120 матчей и забил 10 мячей.
Летом 2013 года Рюфли подписал трёхлетний контракт с клубом «Сьон».
4 августа 2016 подписал двухлетний контракт с французским клубом «Дижон». В клубе дебютировал 20 августа в матче против «Лилль».

## Международная карьера
8 ноября 2011 года Рюфли был впервые вызван в сборную Швейцарии для участия в двух товарищеских матчах со сборными Нидерландов и Люксембурга. Дебютировал 15 ноября в матче против сборной Люксембурга.

## Статистика выступлений
| Клуб             | Лига                  | Сезон            | Чемпионат | Чемпионат | Кубки | Кубки | Еврокубки | Еврокубки | Итого | Итого |
| Клуб             | Лига                  | Сезон            | Игры      | Голы      | Игры  | Голы  | Игры      | Голы      | Игры  | Голы  |
| ---------------- | --------------------- | ---------------- | --------- | --------- | ----- | ----- | --------- | --------- | ----- | ----- |
| Этуаль Каруж     | Первая лига Промоушен | 2005/06          | 6         | 1         | 0     | 0     | 0         | 0         | 6     | 1     |
| Этуаль Каруж     | Первая лига Промоушен | 2006/07          | 30        | 1         | 1     | 0     | 0         | 0         | 31    | 1     |
| Этуаль Каруж     | Первая лига Промоушен | 2007/08          | 34        | 1         | 2     | 0     | 0         | 0         | 36    | 1     |
| Этуаль Каруж     | Итого                 | Итого            | 70        | 3         | 3     | 0     | 0         | 0         | 73    | 3     |
| Серветт          | Челлендж-лига         | 2008/09          | 16        | 1         | 2     | 0     | 0         | 0         | 18    | 1     |
| Серветт          | Челлендж-лига         | 2009/10          | 20        | 1         | 1     | 0     | 0         | 0         | 21    | 1     |
| Серветт          | Челлендж-лига         | 2010/11          | 27        | 6         | 2     | 0     | 0         | 0         | 29    | 6     |
| Серветт          | Швейцарская Суперлига | 2011/12          | 30        | 2         | 3     | 0     | 0         | 0         | 33    | 2     |
| Серветт          | Швейцарская Суперлига | 2012/13          | 27        | 0         | 0     | 0     | 2         | 0         | 29    | 0     |
| Серветт          | Итого                 | Итого            | 120       | 10        | 8     | 0     | 2         | 0         | 130   | 10    |
| Сьон             | Швейцарская Суперлига | 2013/14          | 29        | 1         | 1     | 0     | 0         | 0         | 30    | 1     |
| Сьон             | Швейцарская Суперлига | 2014/15          | 27        | 0         | 5     | 1     | 0         | 0         | 32    | 1     |
| Сьон             | Швейцарская Суперлига | 2015/16          | 28        | 0         | 4     | 0     | 5         | 0         | 37    | 0     |
| Сьон             | Итого                 | Итого            | 84        | 1         | 10    | 1     | 5         | 0         | 99    | 2     |
| Дижон            | Лига 1                | 2016/17          | 6         | 0         | 0     | 0     | 0         | 0         | 6     | 0     |
| Дижон            | Итого                 | Итого            | 6         | 0         | 0     | 0     | 0         | 0         | 6     | 0     |
| Всего за карьеру | Всего за карьеру      | Всего за карьеру | 280       | 14        | 21    | 1     | 7         | 0         | 308   | 15    |

## Достижения
«Cерветт»
- Вице-чемпион Челлендж-лиги: 2010/11 (выход в Швейцарскую Суперлигу 2011/12)

«Cьон»
- Обладатель Кубка Швейцарии: 2015